# Zabiłem moją matkę
Zabiłem moją matkę (oryg. J'ai tué ma mère, ang.  I Killed My Mother) – kanadyjski dramat biograficzny z 2009 roku, będący debiutem reżyserskim Xaviera Dolana. Wyświetlany był na najważniejszych festiwalach (zdobył trzy nagrody w Cannes w 2009 oraz nominację do Cezara). Został zgłoszony przez Kanadę jako oficjalny kandydat do Oscara. Zachodnia prasa okrzyknęła Xaviera Dolana cudownym dzieckiem kina.

## Fabuła
Hubert (Xavier Dolan) jest zbuntowanym nastolatkiem, który nienawidzi swojej matki, Chantale (Anne Dorval). Nie znosi jej kiczowatego gustu, niemodnych ubrań i upodobania do tanich bibelotów. Nade wszystko jednak nie znosi poczucia winy, jakie próbuje w nim wzbudzać. Matka natomiast nie rozumie, co dzieje się z jej ukochanym dzieckiem. Czuje się bezradna. Widzi, że dzieli ich coraz większa przepaść.
Pewnego dnia Hubert zostaje zaproszony na obiad przez swoją nauczycielkę francuskiego – Julie (Suzanne Clément), z którą szybko się zaprzyjaźnia. Jednocześnie chce się usamodzielnić i próbuje razem z Antoninem (François Arnaud) – swoim chłopakiem, wynająć mieszkanie. Wszystkie plany niweczy decyzja rodziców o wysłaniu Huberta do szkoły z internatem.

## Linki zewnętrzne

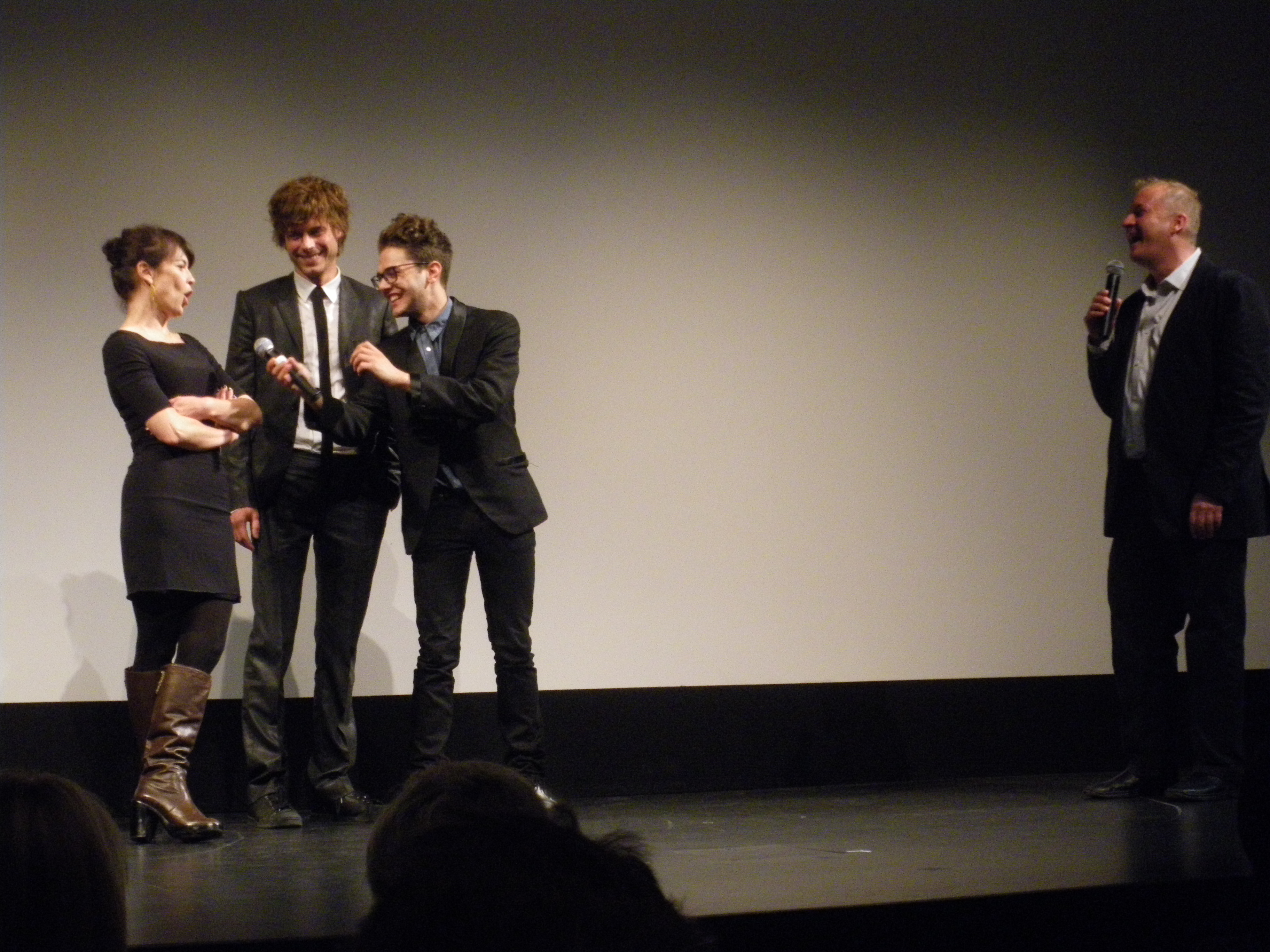
A. Dorval, F. Arnaud, X. Dolan; Toronto International Film Festival (2009)